# Juli Inkster
Juli Inkster, geboren als Juli Simpson, (Santa Cruz, 24 juni 1960) is een Amerikaans golfster. Ze debuteerde in 1983 op de LPGA Tour.

## Loopbaan

### Amateur
In 1978 studeerde Simpson af op de Harbor High School en speelde college golf op de San Jose State Spartans waar ze een All-American was in 1979, 1981 en 1982. Later werd ze lid van de San Jose State Sports Hall of Fame. Van 1980 tot 1982 was ze drie jaar lang uitgeroepen tot winnares van het US Women's Amateur. De eerste zege was drie weken na haar trouw met Brian Inkster. In 1982 won ze samen met haar landgenotes de Curtis Cup.

### Golfprofessional
In 1983 werd Inkster een golfprofessional en in haar eerste golfseizoen won ze de Safeco Classic. In 1984 golfte ze haar eerste volledige golfseizoen en won twee majors. Ze won de Nabisco Dinah Shore en de du Maurier Classic. Op het einde van het golfseizoen werd ze uitgeroepen tot de "LPGA Rookie of the Year". Later voegde ze nog 28 golftoernooien waarvan 5 majors toe aan haar erelijst.
Inkster vertegenwoordigde meermaals voor haar land op de Solheim Cup in 1992, 1998, 2000, 2002, 2003, 2005, 2007, 2009 en 2011. Ze is tot op heden de enige Amerikaanse die het meest deelnam aan de Solheim Cup.
In 2000 werd Inkster opgenomen op de World Golf Hall of Fame.

## Prestaties

### Amateur
- 1980: US Women's Amateur
- 1981: US Women's Amateur
- 1982: US Women's Amateur

### Professional
LPGA Tour
| Nr. | Datum             | Toernooi                                   | Score           | Score | Info                                                  |
| --- | ----------------- | ------------------------------------------ | --------------- | ----- | ----------------------------------------------------- |
| 1   | 18 september 1983 | Safeco Classic                             | 69-71-72-71=283 | –6    |                                                       |
| 2   | 1 april 1984      | Nabisco Dinah Shore                        | 70-73-69-68=280 | –8    | Won de play-off van Pat Bradley                       |
| 3   | 29 juli 1984      | du Maurier Classic                         | 69-68-74-67=279 | –9    |                                                       |
| 4   | 30 juni 1985      | Lady Keystone Open                         | 69-72-68=209    | –7    |                                                       |
| 5   | 9 maart 1986      | Women's Kemper Open                        | 72-64-70-70=276 | –12   |                                                       |
| 6   | 8 juni 1986       | McDonald's Championship                    | 68-67-69-77=281 | –7    |                                                       |
| 7   | 15 juni 1986      | Lady Keystone Open                         | 70-7-70=210     | –6    | Won de play-off van Debbie Massey                     |
| 8   | 24 augustus 1986  | Atlantic City LPGA Classic                 | 67-71-71=209    | –4    |                                                       |
| 9   | 8 mei 1988        | Crestar Classic                            | 70-70-69=209    | –7    | Won de play-off van Nancy Lopez en Rosie Jones        |
| 10  | 21 augustus 1988  | Atlantic City Classic                      | 72-69-65=206    | –7    | Won de play-off van Beth Daniel                       |
| 11  | 15 september 1988 | Safeco Classic                             | 76-70-65-67=278 | –10   |                                                       |
| 12  | 2 april 1989      | Nabisco Dinah Shore                        | 66-69-73-71=279 | –9    |                                                       |
| 13  | 7 mei 1989        | Crestar Classic                            | 69-72-69=210    | –6    |                                                       |
| 14  | 28 juli 1991      | LPGA Bay State Classic                     | 70-72-66-67=275 | –13   |                                                       |
| 15  | 19 juli 1992      | JAL Big Apple Classic                      | 66-64-69-74=273 | –11   |                                                       |
| 16  | 19 oktober 1997   | Samsung World Championship of Women's Golf | 67-74-72-67=280 | –8    | Won de play-off van Kelly Robbins en Helen Alfredsson |
| 17  | 25 oktober 1998   | Samsung World Championship of Women's Golf | 70-73-66-66=275 | –13   |                                                       |
| 18  | 15 maart 1999     | Welch's/Circle K Championship              | 68-71-69-65=273 | –15   |                                                       |
| 19  | 4 april 1999      | Longs Drugs Challenge                      | 69-67-73-70=279 | –8    |                                                       |
| 20  | 6 juni 1999       | US Women's Open                            | 65-69-67-71=272 | –16   |                                                       |
| 21  | 20 juni 1999      | McDonald's LPGA Championship               | 68-66-69-65=268 | –16   |                                                       |
| 22  | 26 september 1999 | Safeway LPGA Golf Championship             | 67-70-70=207    | –9    |                                                       |
| 23  | 16 april 2000     | Longs Drugs Challenge                      | 70-67-66-72=275 | –13   |                                                       |
| 24  | 25 juni 2000      | LPGA Championship                          | 72-69-65-75=281 | –3    | Won de play-off van Stefania Croce                    |
| 25  | 15 oktober 2000   | Samsung World Championship                 | 69-67-69-69=274 | –14   |                                                       |
| 26  | 13 mei 2001       | Electrolux USA Championship                | 73-67-69-65=274 | –13   |                                                       |
| 27  | 5 mei 2002        | Chick-fil-A Charity Championship           | 66-66=132       | –12   |                                                       |
| 28  | 7 juli 2002       | US Women's Open                            | 67-72-71-66=276 | –4    |                                                       |
| 29  | 25 mei 2003       | LPGA Corning Classic                       | 66-68-67-62=264 | –24   |                                                       |
| 30  | 26 juli 2003      | Evian Masters                              | 66-72-64-65=267 | –21   |                                                       |
| 31  | 19 maart 2006     | Safeway International                      | 68-68-70-67=273 | –15   |                                                       |

Ladies European Tour
- 2000: Compaq Open
- 2003: Evian Masters (telde ook mee voor de LPGA Tour)

Overige
- 1986: JCPenney Classic (met Tom Purtzer)
- 1990: Spalding Invitational
- 1996: Diners Club Matches (met Dottie Pepper)
- 1997: Diners Club Matches (met Dottie Pepper), Gillette Tour Challenge (met Rosie Jones)
- 1999: Diners Club Matches (met Dottie Pepper)
- 2000: Hyundai Team Matches (met Dottie Pepper)
- 2004: Wendy's 3-Tour Challenge (met Cristie Kerr & Grace Park)

## Prijzen
Amateur
- 1982: Broderick Award for Golf

Professional
- 1984: LPGA Rookie of the Year
- 1989: GWAA Female Player of the Year
- 1999: Women's Sports Foundation Sportswoman of the Year
- 2000: ESPY Awards Best Female Golfer
- 2004: LPGA William and Mousie Powell Award
- 2009: ASAPSports/Jim Murray Award
- 2009: LPGA Patty Berg Award

## Teams
Amateur
- Curtis Cup ( USA): 1982 (winnaars)
- Espirito Santo Trophy ( USA): 1980 (winnaars), 1982 (winnaars)

Professional
- Solheim Cup ( USA): 1992, 1998 (winnaars), 2000, 2002 (winnaars), 2003, 2005 (winnaars), 2007 (winnaars), 2009 (winnaars), 2011
- World Cup ( USA): 2007, 2008